# Dwarves
Dwarves (también como The Dwarves) (en español, Los Enanos) es una banda estadounidense de punk formada en 1983 en Chicago, Illinois. En 1989, la banda fija su residencia en San Francisco, California, donde residen actualmente.

## Discografía
| Año  | Álbum                                   | Discográfica                     |
| ---- | --------------------------------------- | -------------------------------- |
| 1986 | Horror Stories                          | Voxx Records                     |
| 1988 | Toolin' For A Warm Teabag               | Nasty Gash                       |
| 1990 | Blood Guts & Pussy                      | Sub Pop                          |
| 1991 | Thank Heaven For Little Girls           | Sub Pop                          |
| 1993 | Sugarfix                                | Sub Pop                          |
| 1997 | The Dwarves Are Young and Good Looking  | Epitaph                          |
| 1999 | Lick It                                 | Recess Records                   |
| 1999 | Free Cocaine                            | Recess Records                   |
| 2000 | Come Clean                              | Epitaph                          |
| 2001 | How To Win Friends And Influence People | Reptilian Records                |
| 2004 | The Dwarves Must Die                    | Sympathy For The Record Industry |